# Royal College of Pathologists
Das Royal College of Pathologists ist eine wissenschaftliche Vereinigung der Pathologen im Vereinigten Königreich. Sie wurde 1962 gegründet und unterstützt und fördert Arbeiten zum Thema Pathologie. Diese Gesellschaft ist auch für die inhaltliche Ausgestaltung der Facharztausbildung im Vereinigten Königreich im Fach Pathologie zuständig.

## Mitgliedschaft
Die Mitgliedschaft kann über verschiedene Wege erworben werden. Einer ist über die Ablegung einer postgradualen Prüfung, die zum Status Member of the Royal College of Pathologists (MRCPath) führt. Besonders verdienstvollen Pathologen oder Mediziner kann auch der Status Fellow of the Royal College of Pathologists (FRCPath) verliehen werden. 

## Leitung
Die Gesellschaft wird zurzeit (2009) vom Präsidenten Peter Furness geleitet.